# 恋路海岸

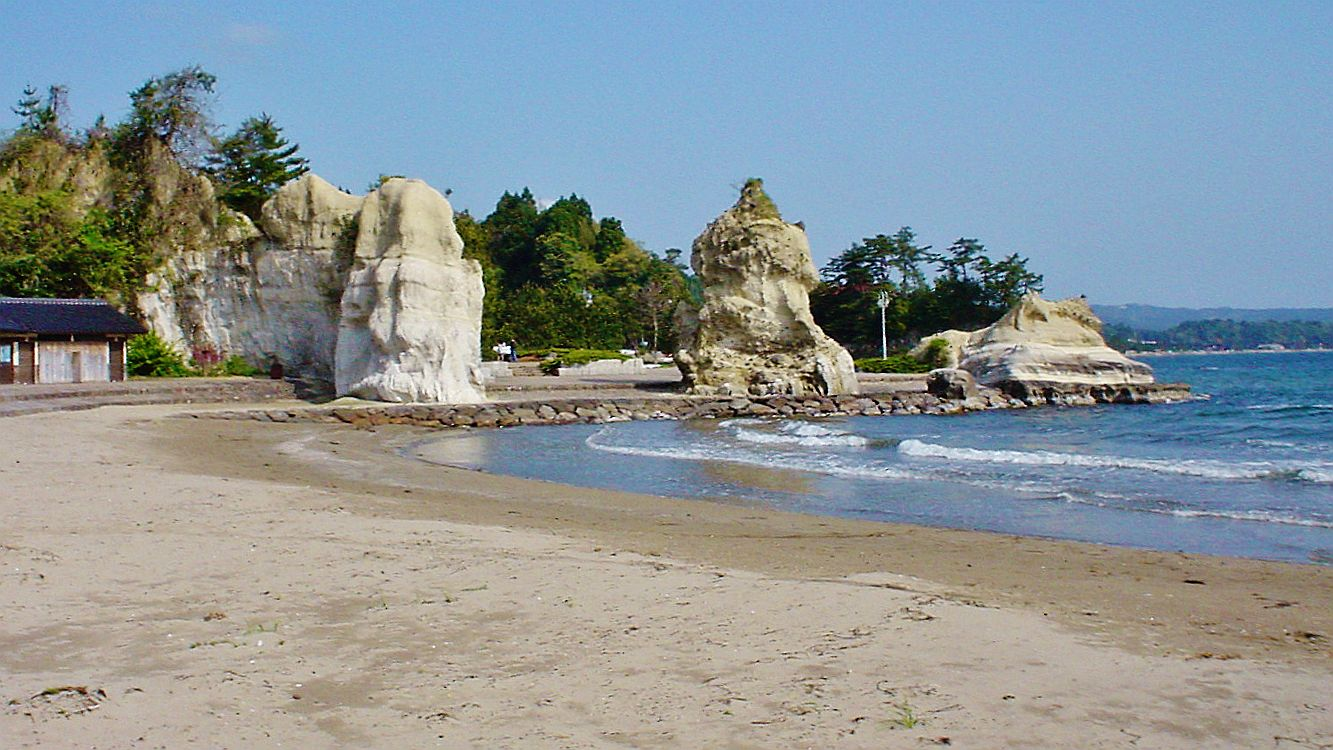
恋路海岸

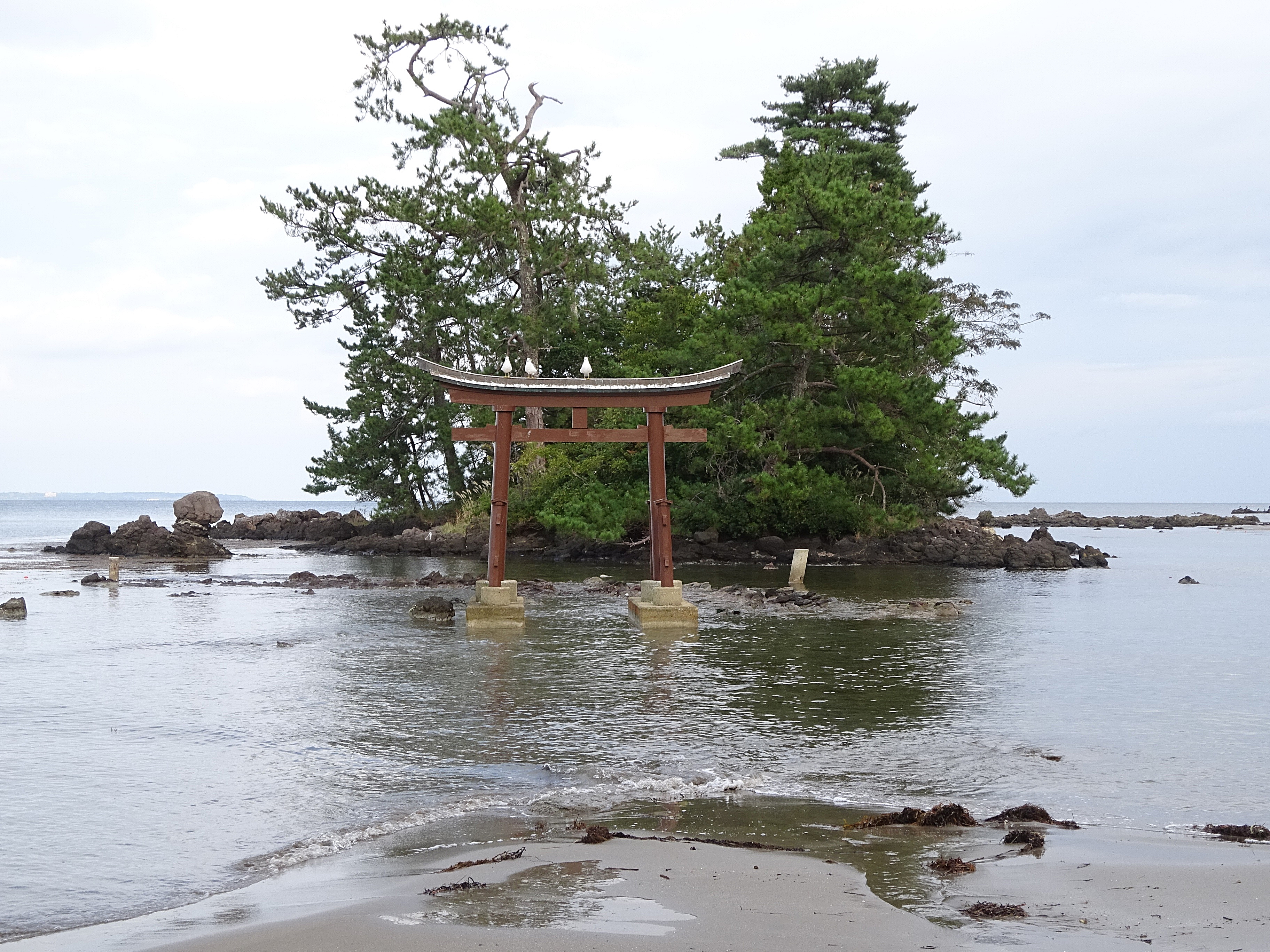
弁天島（2022年）

恋路海岸（こいじかいがん）は、能登半島七尾北湾に位置する石川県鳳珠郡能登町の1kmの海岸。沖には弁天島が浮かぶ。
海岸名の由来は、この付近であった悲恋伝説によるもの。毎年7月の海の日の前日には、その伝説にちなんだ恋路の火祭りが行われ、大松明が夜の海を赤く染める。
また、海水浴場（恋路海岸海水浴場）でもあり、夏は海水浴客で賑わう。地名から、カップルで訪れる人が多く、近くに設置されているハート型のモニュメントに鐘があり、2人で鳴らすと恋が成就すると言われている。また見附島（珠洲市）から恋路海岸までの3.5kmの海岸線は、「えんむすビーチ」と言われている。

## 悲恋伝説
かつて、鍋乃と助三郎という愛し合う2人がいた。助三郎は夜ごと鍋乃が焚く火を目印に逢瀬を重ねていたが、ある晩、助三郎の恋仇が別の場所に火を焚き、おびき寄せられた助三郎は海の深みに身を取られて命を落としてしまう。また鍋乃もその悲しみから海へと身を投じてしまう。生きているうちに結ばれなかったと言う、この2人の悲しい恋物語、伝説を伝える像が建っている。

## 作品

### 舞台になったドラマ
- 恋路海岸（1979年・TBS系）

### 恋路海岸にちなんだ楽曲
- 「恋路海岸」 - 丹羽応樹（作詞：なかにし礼 作曲・編曲：丹羽応樹）EP:1979年8月22日キングレコード※上記ドラマの主題歌
- 「恋路海岸」 - 村下孝蔵（作詞・作曲：村下孝蔵 編曲：水谷公生）アルバム『野菊よ 僕は…』:1989年11月1日CBSソニー
- 「依依恋恋〜恋路の道は恋の路〜」 - 樽屋雅徳
- 「恋路海岸」 - スウィートコーン（作詞：嶋田富美子 作曲：木村弘美）アルバム『Memoir（メモワール） -The Folk Album-』GUCD-2001：2000年12月24日 G.U.RECORD